# Guillem Despuig
Gullem Despuig (Catalunya, actiu a finals del segle XV), conegut també amb el nom llatí amb què signa el seu tractat, Guillem de Podio, fou un clergue, músic i tractadista musical del segle xv de probable origen català o valencià. Despuig va ser un dels tractadistes musicals hispànics més influents en la teoria musical de la seva època i en els autors que el van seguir durant el segle xvi i fins al segle xviii.
No es coneix el seu lloc de naixement, però és plausible pensar que fou a Tortosa o bé a València. La seva identitat ha estat també plena de confusions i s'han establert diverses hipòtesis. S'ha especulat que podria correspondre's amb la d'un tal Guillem Molins Despuig, qui va ser beneficiat de la catedral de Barcelona i capellà de Joan II d'Aragó el 1474. Altres, han preferit identificar el personatge amb Guillem Puig qui estigué actiu com a beneficiat de l'església de Santa Caterina de València entre 1479 i 1488. Més certeses ens dona el fet que el 15 de juliol de 1489, "mossen Podio", prevere i mestre de cant, actuava com a perit visitador de l'orgue que s'estava construint a l'església de Sant Tomàs de València. Les recents aportacions documentals de Francesc Vilanueva, permeten afirmar que Gullem Molins Despuig i Guillem de Podio són la mateixa persona.

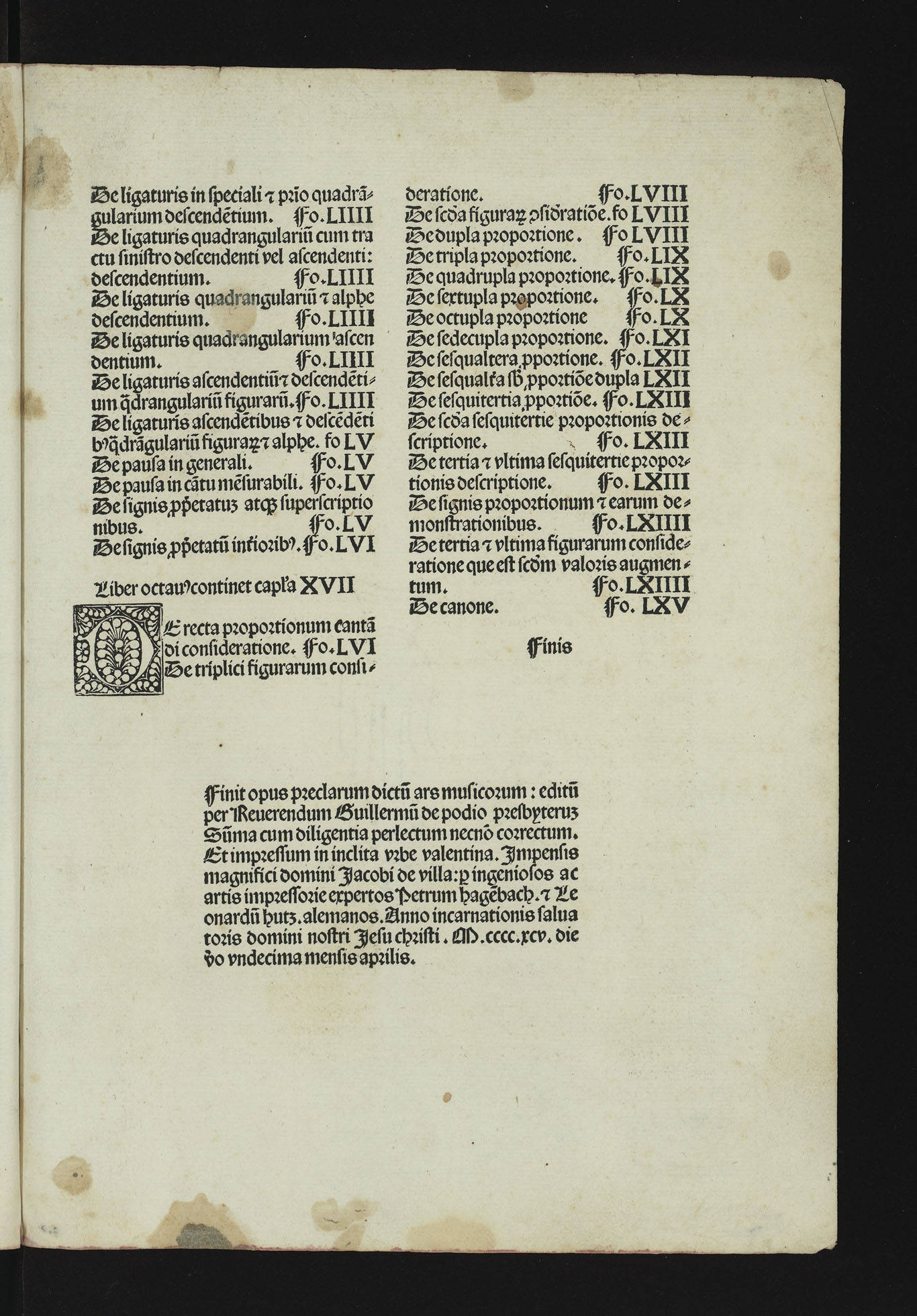
Colofó (fol. [68]r) del tractat Ars musicorum de Guillem de Podio (o Guillem Despuig), imprès a València per Pere Hagenbach i Leonard Hutz el 1495 (11 d'abril)

Guillem Despuig és l'autor del tractat Ars musicorum, publicat a València el 1495 (11 d'abril) pel taller de Pere Hagenbach i Leonard Hutz, i d'un altre tractat inèdit amb el títol Enchiridion de principiis musice discipline contra negantes illa et destruentes, conservat manuscrit al fons del Museo Internazionale e Biblioteca della Musica de Bolonya, i dos breus escrits teòrics conservats en aquest mateix manuscrit. El primer comença amb Cinco son las figuras de canto de órgano, i el segon amb Canto es movimiento de voces concordante. També es coneix, del mateix Despuig, un breu tractat en català, igualment dedicat al cant mensural.
La seva obra més coneguda, el tractat Ars musicorum, escrit íntegrament en llatí, està dedicada a Alfons d'Aragó, bisbe de Tortosa. L'obra, dividida en vuit llibres, té una ambició enciclopèdica i tracta temes com el cant pla, el contrapunt i la polifonia. És el primer tractat teòric hispànic imprés que aborda la música polifònica.